# Carl Walther

Carl Walther GmbH – niemiecki producent broni strzeleckiej w Ulm i w Arnsberg (Umarex).
Przedsiębiorstwo zostało założone w 1886 roku w Zella St. Blasii, obecnie dzielnica Zella-Mehlis w Turyngii. Produkowało broń strzelecką: sportową, myśliwską i wojskową. Cieniem na osiągnięcia firmy kładzie się wykorzystywanie podczas II wojny światowej do produkcji więźniów obozów koncentracyjnych (Neuengamme (KL)) i setek robotników przymusowych w fabryce w Zella-Mehlis. Firma w latach 1924 - 1974 produkowała także maszyny liczące. Obecnie firma produkuje głównie małokalibrowe karabinki i pistolety sportowe, oraz pistolety samopowtarzalne głównie dla policji.
Do bardziej znanych konstrukcji wyprodukowanych przez firmę należą m.in.:

Pistolety
- Walther Model 1 z 1908 r.
- Walther Model 2 z 1909 r.
- Walther Model 3 z 1910 r.
- Walther Model 4 z 1910 r.
- Walther Model 5 z 1913 r.

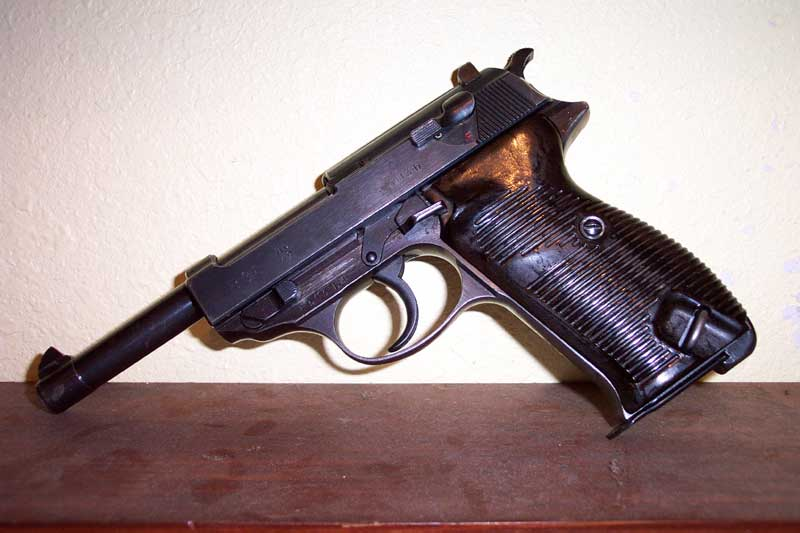
Pistolet Walther P38

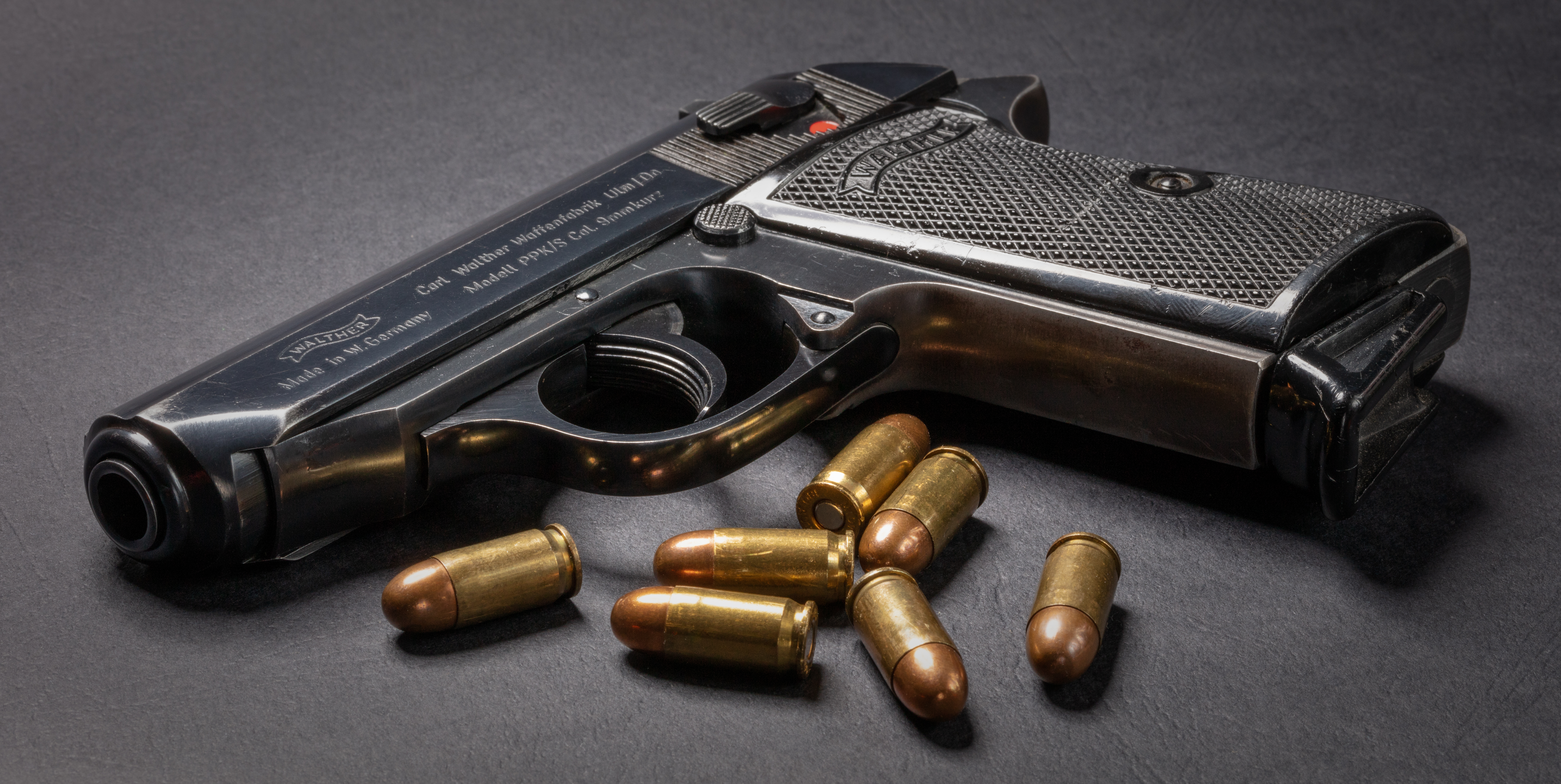
Pistolet Walther PPK

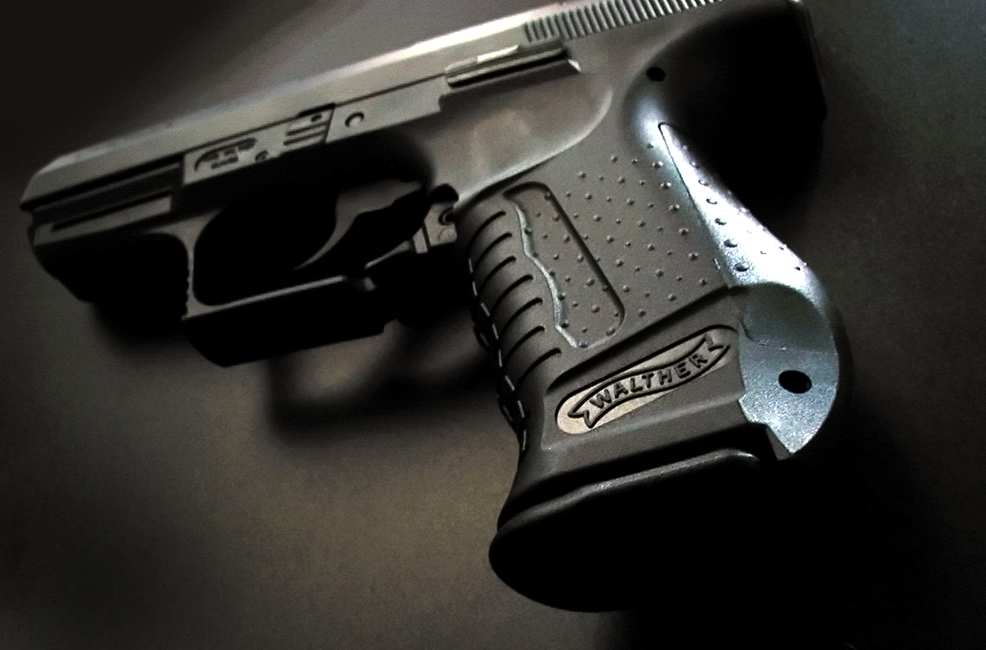
Pistolet Walther P99

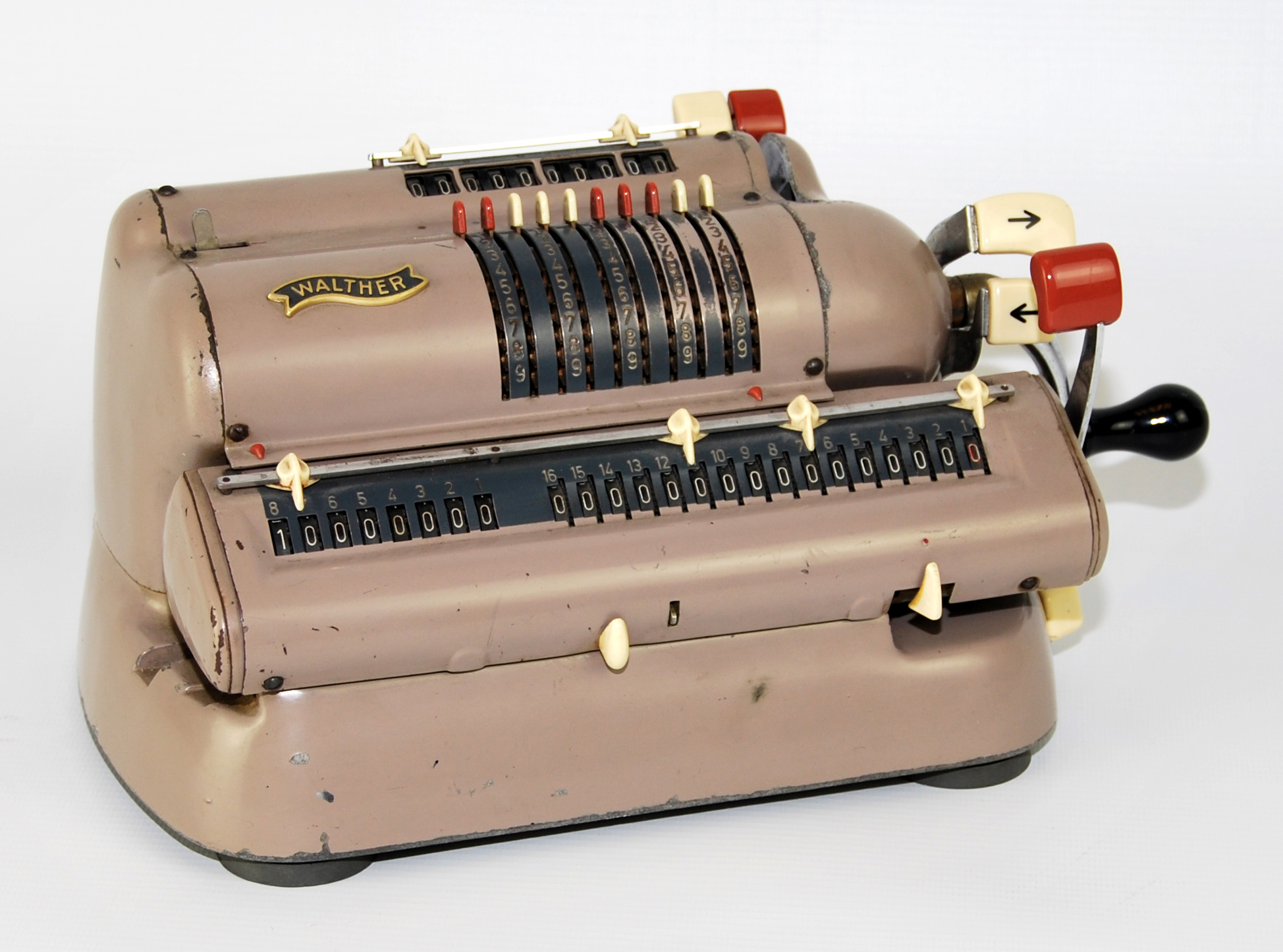
Maszyna licząca Walther WSR 160

- Walther Model 6 z 1915 r. (przyjęty do uzbrojenia armii niemieckiej w czasie I wojny światowej)
- Walther Model 7 z 1917 r.
- Walther Model 8 z 1920 r.
- Walther Model 9 i 9A z 1921 r.
- Walther PP
- Walther PPK
- Walther MP
- Walther XP (znajdowały się w uzbrojeniu armii niemieckiej w czasie II wojny światowej)
- Walther P38
- Walther P1
- Walther P4 z 1976 r.
- Walther WP5
- Walther P88
- Walther P99

Pistolety maszynowe
- Walther MPK i MPL

Karabinki
- MKb 42 (W)

Karabiny
- G-41 (W)
- G-43